# Gregorius V
Gregorius V, född Bruno 972 i Kärnten, död 18 februari 999, var påve från den 3 maj 996 till sin död 18 februari 999.

## Biografi
Bruno blev kardinal omkring år 995. Bruno var sonson till Otto den store och sin kusin Otto III:s kaplan och kandidat till påvetronen. Gregorius V blev vid tjugofyra års ålder den förste tyske påven, och gav privilegier till klostren inom det tysk-romerska riket.
Gregorius intog som påve snart en självständig hållning gentemot den tyska politiken, så till exempel i striden om ärkestolen i Reims. Redan i slutet av 996 fördrevs Gregorius från Rom av adelshövdingen Crescentius, som mot honom uppsatte en motpåve, Johannes XVI, och blev först 998 återinförd av Otto III. Under sin sista tid stod Gregorius i starkt beroende av det tyska kejsardömet. 